# Milan Đurić (ur. 1990)
Milan Đurić (ur. 22 maja 1990 w Tuzli) – bośniacki piłkarz występujący na pozycji napastnika we włoskim klubie Hellas Werona. 

## Kariera piłkarska
Swoją karierę piłkarską Đurić rozpoczął we Włoszech, w juniorach takich klubów jak: Vis Pesaro 1898, San Marino Calcio i AC Cesena. W 2007 roku awansował do pierwszego zespołu tego ostatniego i w sezonie 2007/2008 zadebiutował w nim w Serie B. W swoim debiutanckim sezonie spadł z Ceseną do Serie C1, ale w sezonie 2008/2009 powrócił z nią do Serie B. Natomiast w sezonie 2009/2010 wywalczył z Ceseną wicemistrzostwo Serie B i awans do Serie A.
Latem 2010 roku Đurić trafił na wypożyczenie do Ascoli Calcio, w którym zadebiutował 15 września 2010 w wygranym 2:0 domowym meczu z UC AlbinoLeffe. W Ascoli grał do stycznia 2011.
W styczniu 2011 roku Đurić został wypożyczony do FC Crotone, w którym występował przez półtora roku. Swój pierwszy mecz w Crotone rozegrał 12 lutego 2011 przeciwko AlbinoLeffe (0:1). Latem 2012 wypożyczono go do grającego w Serie C1, US Cremonese. Grał w nim w sezonie 2012/2013.
Latem 2013 roku Đurić został wypożyczony z Ceseny do Trapani Calcio, w którym swój debiut zaliczył 24 sierpnia 2013 w zwycięskim 2:0 wyjazdowym meczu z Padovą. W Trapani grał do końca 2013 roku.
Na początku 2014 roku Đuricia wypożyczono do AS Cittadella, w którym zadebiutował 22 marca 2014 w zwycięskim 4:0 wyjazdowym spotkaniu z Padovą. Larem 2014 Đurić wrócił do Ceseny.

## Statystyki kariery
| Sezon   | Klub         | Kraj   | Rozgrywki    | Mecze | Gole |
| ------- | ------------ | ------ | ------------ | ----- | ---- |
| 2007/08 | Cesena       | Włochy | Serie B      | 24    | 2    |
| 2008/09 | Cesena       | Włochy | Serie C1     | 21    | 3    |
| 2009/10 | Cesena       | Włochy | Serie B      | 28    | 3    |
| 2010/11 | Ascoli       | Włochy | Serie B      | 17    | 2    |
| 2010/11 | Crotone      | Włochy | Serie B      | 16    | 5    |
| 2011/12 | Crotone      | Włochy | Serie B      | 29    | 2    |
| 2012/13 | Cremonese    | Włochy | Serie C1     | 20    | 3    |
| 2013/14 | Trapani      | Włochy | Serie B      | 13    | 3    |
| 2013/14 | Cittadella   | Włochy | Serie B      | 15    | 4    |
| 2014/15 | Cesena       | Włochy | Serie B      | 28    | 2    |
| 2015/16 | Cesena       | Włochy | Serie B      | 26    | 7    |
| 2016/17 | Cesena       | Włochy | Serie B      | 19    | 6    |
| 2016/17 | Bristol City | Anglia | Championship | 11    | 2    |
| 2017/18 | Bristol City | Anglia | Championship | 16    | 3    |
| 2018/19 | Salernitana  | Włochy | Serie B      | 26    | 6    |
| 2019/20 | Salernitana  | Włochy | Serie B      | 33    | 12   |
| 2020/21 | Salernitana  | Włochy | Serie B      | 35    | 5    |
| 2021/22 | Salernitana  | Włochy | Serie A      | 33    | 5    |
| 2022/23 | Hellas       | Włochy | Serie A      | 3     | 0    |

## Kariera reprezentacyjna
W reprezentacji Bośni i Hercegowiny Đurić zadebiutował 28 marca 2015 roku w wygranym 3:0 meczu eliminacji do Euro 2016 z Andorą, rozegranym w Andorze, gdy 67. minucie zmienił Vedada Ibiševicia.